# 青森県道17号弘前停車場線
青森県道17号弘前停車場線（あおもりけんどう17ごう ひろさきていしゃじょうせん）は、青森県弘前市を通る県道（主要地方道）である。

## 概要
弘前市代官町からJR東日本・弘南鉄道弘前駅までの537 mほどの短距離路線である。沿線にはイトーヨーカ堂や弘南バス弘前バスターミナルなどが建ち並ぶ。
8月の弘前ねぷた祭り期間には運行コースの一部となっている。

### 路線データ
- 実延長 : 537 m[1]
- 起点 : 弘前市大字代官町[2]
- 終点 : 弘前停車場[2]

## 歴史
- 1961年（昭和36年）2月10日 - 県道に認定される[2]。
- 1993年（平成5年）5月11日 - 建設省により県道弘前停車場線が主要地方道弘前停車場線に指定される[3]。

## 地理

### 交差する道路
すべて起点で接続する。
- 青森県道3号弘前岳鰺ケ沢線
- 青森県道31号弘前鯵ケ沢線
- 青森県道260号石川百田線（青森県道3号重複区間）

### 沿線の施設など
- 駅ビルアプリーズ
- アートホテル弘前シティ
- イトーヨーカドー弘前店
- JTB東北弘前支店
- 弘前バスターミナル（イトーヨーカ堂弘前店1階[4]）
- 青森みちのく銀行弘前営業部・上土手町支店
- JR東日本・弘南鉄道弘前駅